# Michael P. O’Connor
Michael Patrick O’Connor (* 29. September 1831 bei Beaufort, South Carolina; † 26. April 1881 in Charleston, South Carolina) war ein US-amerikanischer Politiker. Zwischen 1879 und 1881 vertrat er den Bundesstaat South Carolina im US-Repräsentantenhaus.

## Werdegang
Michael O’Connor besuchte die öffentlichen Schulen seiner Heimat und danach bis 1850 das St. Johns College in Fordham im Staat New York. Nach einem anschließenden Jurastudium und seiner im Jahr 1854 erfolgten Zulassung als Rechtsanwalt begann er in Charleston in seinem neuen Beruf zu praktizieren. Gleichzeitig begann er als Mitglied der Demokratischen Partei eine politische Laufbahn.
Zwischen 1858 und 1866 war O’Connor Abgeordneter im Repräsentantenhaus von South Carolina. Außerdem diente er während des Bürgerkrieges als Leutnant in einer Artillerieeinheit der Armee der Konföderierten Staaten. In den Jahren 1872 und 1876 war er Delegierter auf den jeweiligen Democratic National Conventions. 1874 und 1876 kandidierte er noch erfolglos für den Kongress.
1878 wurde er dann im zweiten Wahlbezirk von South Carolina in das US-Repräsentantenhaus in Washington, D.C. gewählt, wo er am 4. März 1879 die Nachfolge von Richard H. Cain antrat. Bis zum 3. März 1881 absolvierte er eine reguläre Legislaturperiode. Bei den Wahlen des Jahres 1880 war er bestätigt worden. Das Wahlergebnis wurde aber von Edmund William McGregor Mackey angefochten. Die Entscheidung über diese Anfechtung fiel erst im Mai 1882. Michael O’Connor erlebte diese nicht mehr: Er verstarb am 26. April 1881. In der Zwischenzeit wurde bei einer Nachwahl Samuel Dibble zu seinem Nachfolger gewählt. Nach der Entscheidung zu Gunsten von Mackey musste Dibble das Mandat im Mai 1882 an diesen abtreten.